# Grumme historier for grusomme børn
Grumme historier for grusomme børn (engelsk: Grizzly Tales for Gruesome Kids) er en række bøger af en:Jamie Rix som er lavet til en tv-serie på 105 afsnit. Den kørte 2000-2006 og blev sendt i Barracuda på DR i 2002.
Serien handler om en masse rædselshistorier om frække og uopdragne børn, der laver ballade, men som til sidst får grufulde straffe, f.eks. i The Bugaboo Bear, hvor en lille pige køber en bamse, som hun behandler skidt, og William the Conkerer, hvor en ung dreng ødelægger træer og stjæler kastanjer i den lille landsby.
Serien fokuserer på at skræmme børn til at tro på deres forældre.